# Bessenyei Jakab
Bessenyei Jakab (Jacobus Besenei, 16. század) költő, tanító.

## Élete
Tasnádon volt tanító. Házassága alkalmára 1562. június 22-én írta verses munkáját: Az hazassagrol valo szep ének, mellyben az Halczon Madarrol voet hasonlatosságbol mutattatic meg, miczoda eggyesség, és egymashoz vala szeretet kéuántasséc abban. címmel, amely Kolozsváron, a Heltai-nyomdában jelent meg 1580-ban. Ebben Stigelius német humanista alapján beszéli el az Ovidiustól ismert Ceyx és Halcyone történetét.